# المؤسسون في العمل
المؤسسون في العمل: قصص الأيام الأولى للشركات الناشئة (2007)، هو كتاب كتبته جيسيكا ليفينجستون ويتألف من مقابلات أجرتها مع مؤسسي شركات التكنولوجيا الشهيرة بشأن ما حدث في سنواتهم الأولى.

## المقابلات
1. ماكس ليفشين - باي بال
2. صابر بهاتيا - هوتميل
3. ستيف وزنياك - كمبيوتر أبل
4. جو كراوس - إثارة
5. دان بريكلين - فنون البرمجيات
6. ميتش كابور - لوتس
7. راي أوزي - آريس أسوشيتس، شبكات Groove
8. إيفان ويليامز - معامل بيرا (Blogger.com)
9. تيم برادي - ياهو
10. مايك لازاريديس - بحث في الحركة
11. آرثر فان هوف - ماريمبا
12. بول بوشيت - Gmail
13. ستيف بيرلمان - WebTV
14. مايك رامزي - تيفو
15. بول جراهام - فياويب
16. جوشوا شاختر - del.icio.us
17. مارك فليتشر - قائمة واحدة، المدونات
18. كريج نيومارك - كريغزلست
19. كاترينا وهمية - فليكر
20. Brewster Kahle - WAIS ، أرشيف الإنترنت، إنترنت Alexa
21. تشارلز جيشك - Adobe
22. آن وينبلاد - أنظمة مفتوحة، هامر وينبلاد
23. ديفيد هاينماير هانسون - 37 إشارة
24. فيليب جرينسبون - ArsDigita
25. جويل سبولسكي - برنامج Fog Creek
26. ستيف كوفر - TripAdvisor
27. جيمس هونغ - HOT or NOT
28. جيمس كوريير - دغدغة
29. بليك روس - مبتكر متصفح Firefox
30. مينا تروت - سيكس أبارت
31. بوب ديفيس - ليكوس
32. رون جرونر - Alliant Computer ، Shareholder.com

## استقبال
- صرح كريس أندرسون، رئيس تحرير مجلة وايرد ماغازين أن «هذا الكتاب يقدم كلا من الحكمة والأفكار الجذابة مباشرة من المصدر.»
- يقول Motley Fool «القصص رائعة ومليئة بالعديد من الدروس القيمة.» [2]
- أدرجتها شركة Silicon India على رأس قائمتها خمسة كتب يجب على كل رائد أعمال قراءتها [3]

## روابط خارجية
- الموقع الرسمي